# Off the Record (Sweet)
Off the Record, är det femte studioalbumet av det brittiska rockbandet Sweet.

## Låtlista
Samtliga låtar skrivna av Andy Scott, Brian Connolly, Mick Tucker och Steve Priest.
1. "Fever of Love" - 4:00
2. "Lost Angels" - 4:02
3. "Midnight To Daylight" - 3:30
4. "Windy City" - 7:27
5. "Live For Today" - 3:22
6. "She Gimme Lovin'" - 4:03
7. "Laura Lee" - 4:15
8. "Hard Times" - 3:59
9. "Funk It Up" - 3:30

## Listplaceringar
| Plac. | Land       |
| ----- | ---------- |
| 5     | Österrike  |
| 14    | Sverige    |
| 20    | Norge      |
| 51    | Australien |